# Kapfenstein

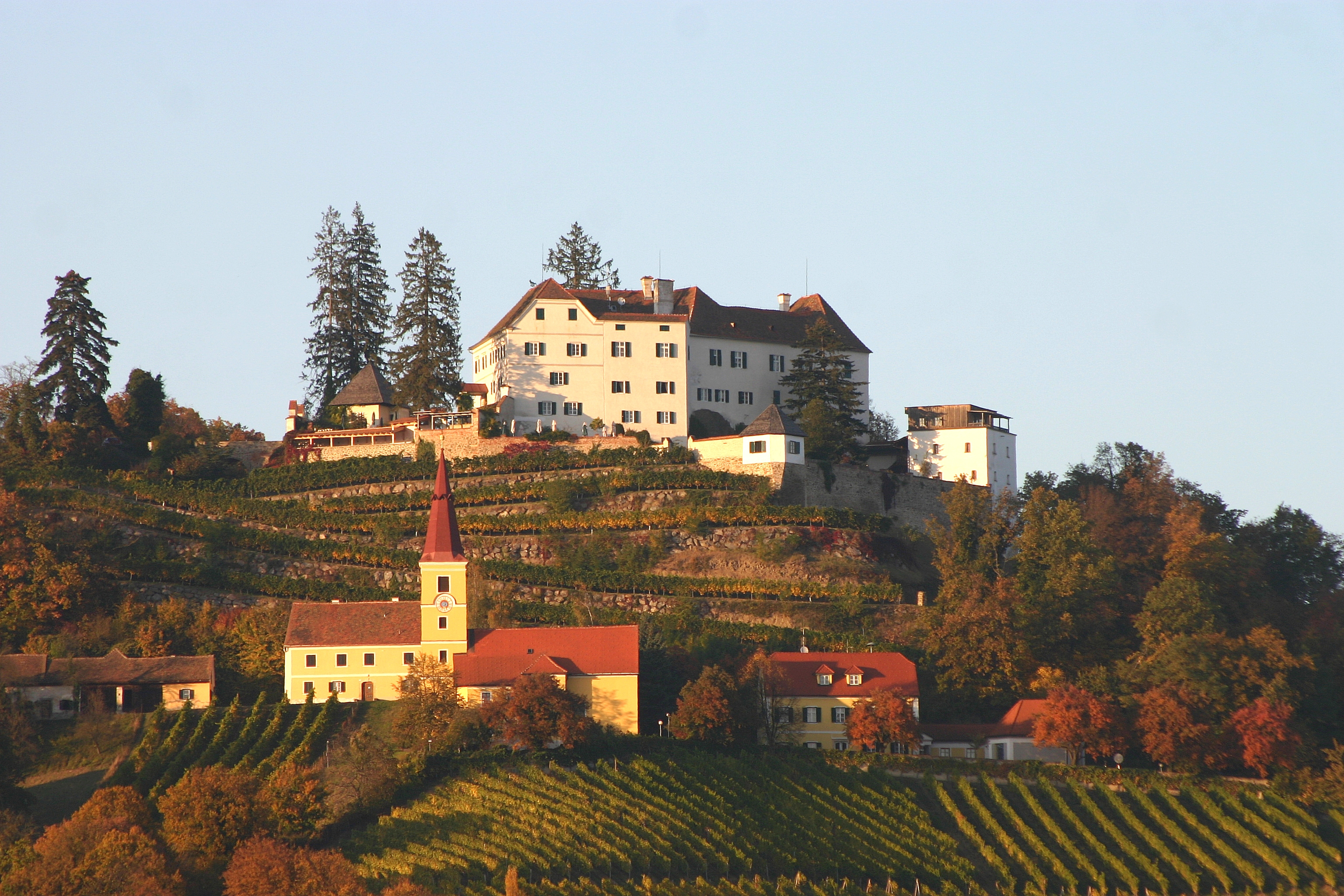
Kapfenstein mit Schloss, Kirche und Weinberg

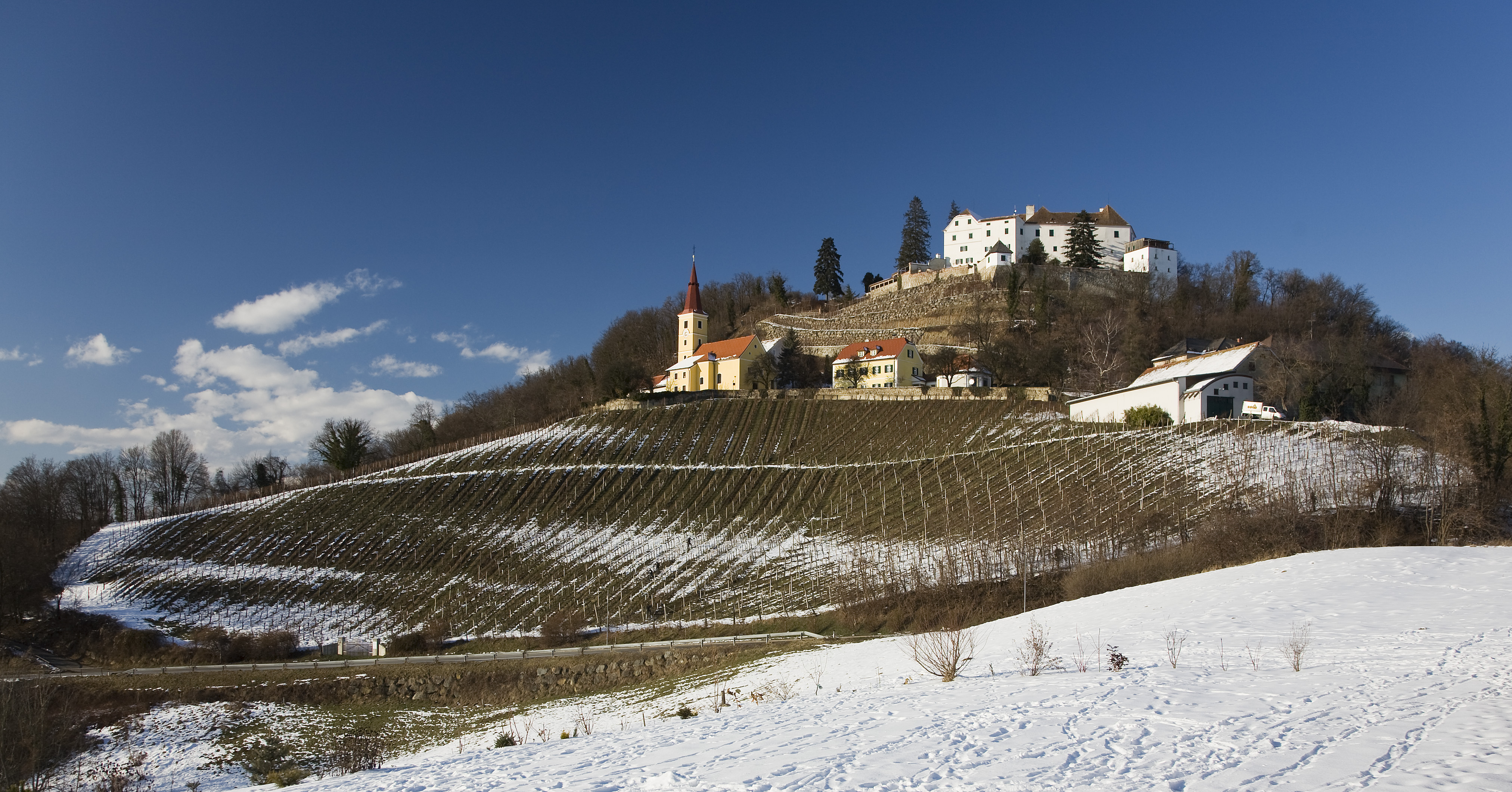
Burg Kapfenstein von Süden

Blick auf Kapfenstein von Osten

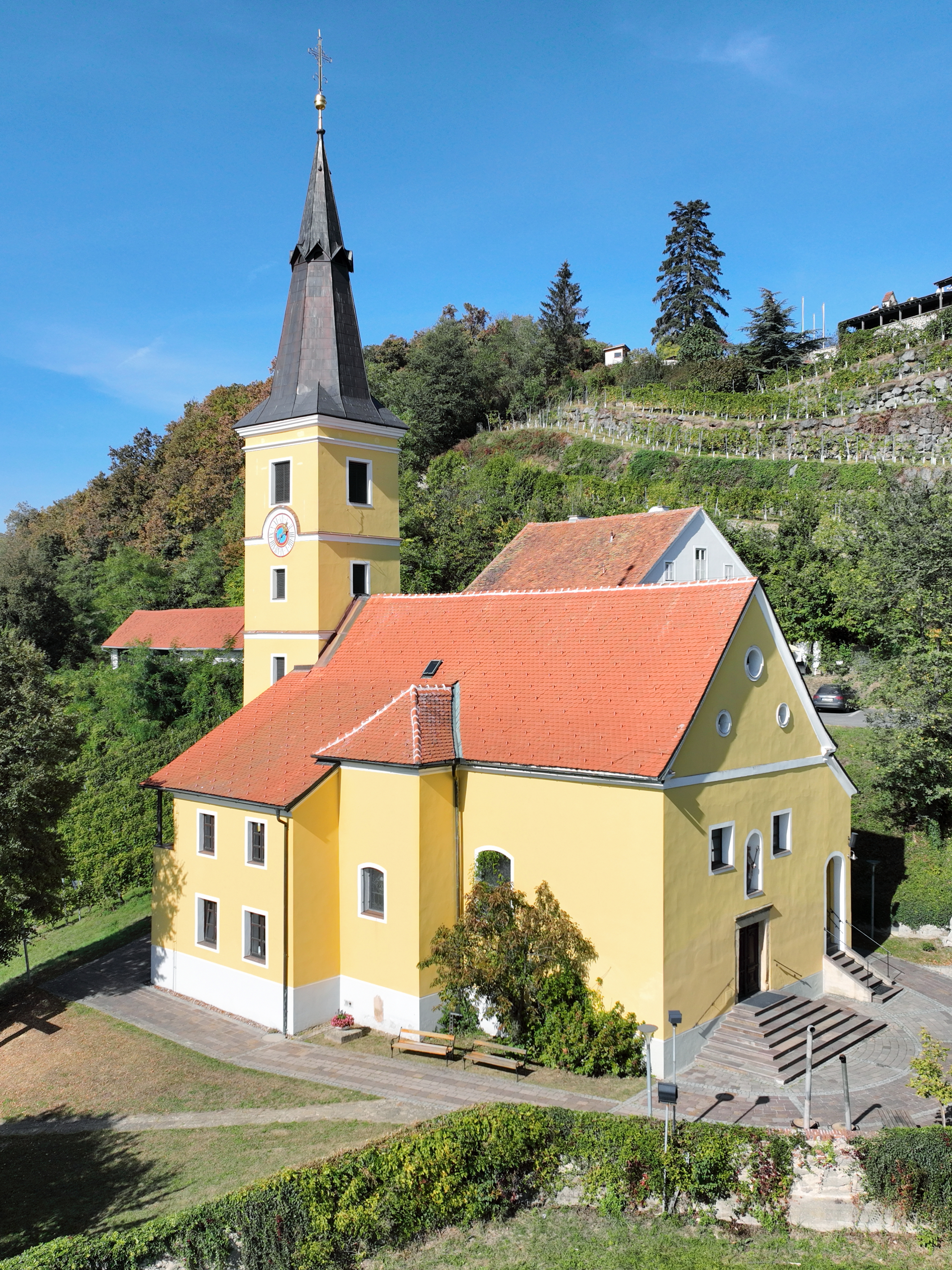
Pfarrkirche hl. Nikolaus

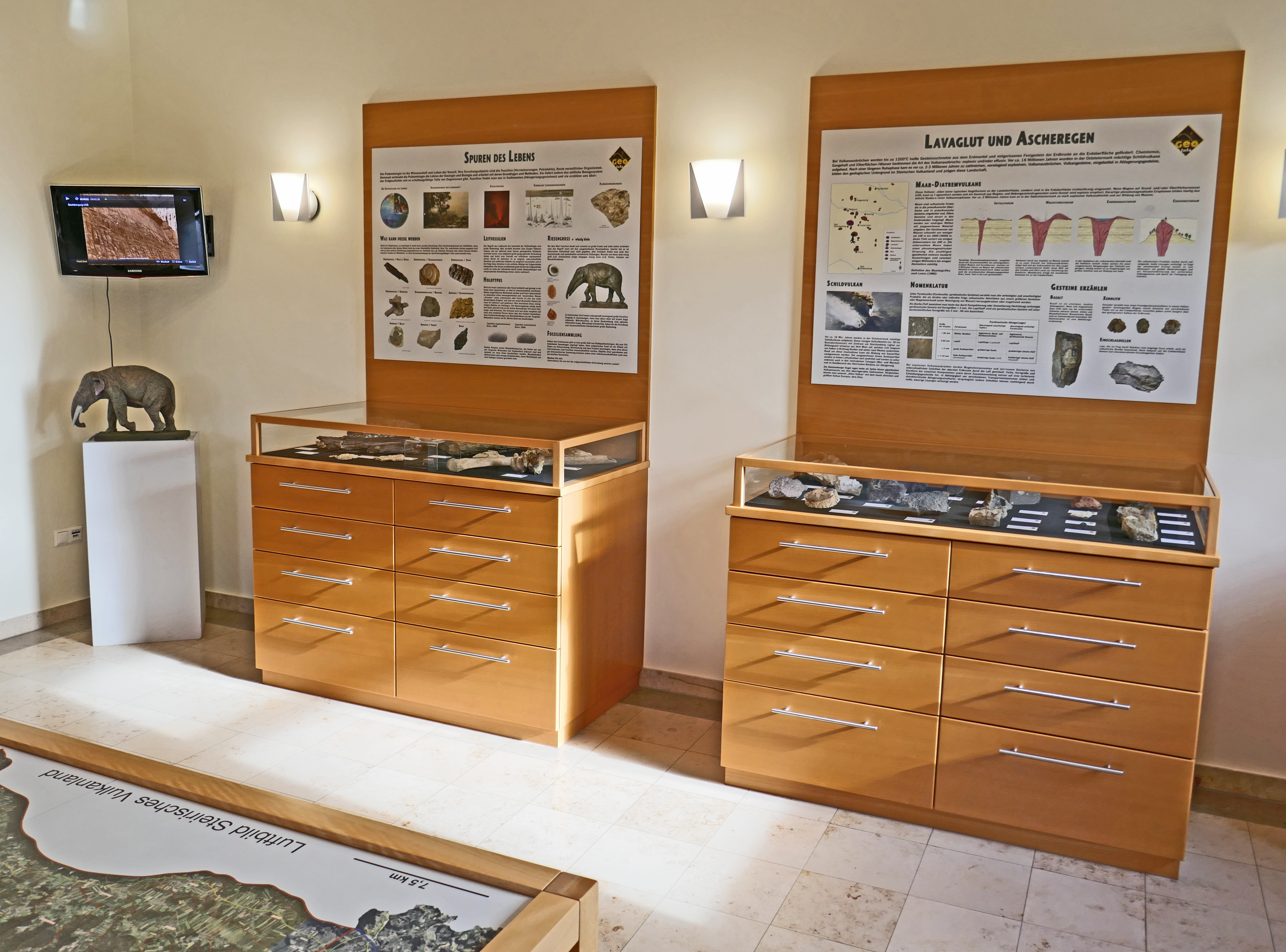
Geo Info Kapfenstein

Kapfenstein ist eine Gemeinde mit 1499 Einwohnern (Stand 1. Jänner 2025) im Südosten der Steiermark im Bezirk Südoststeiermark.

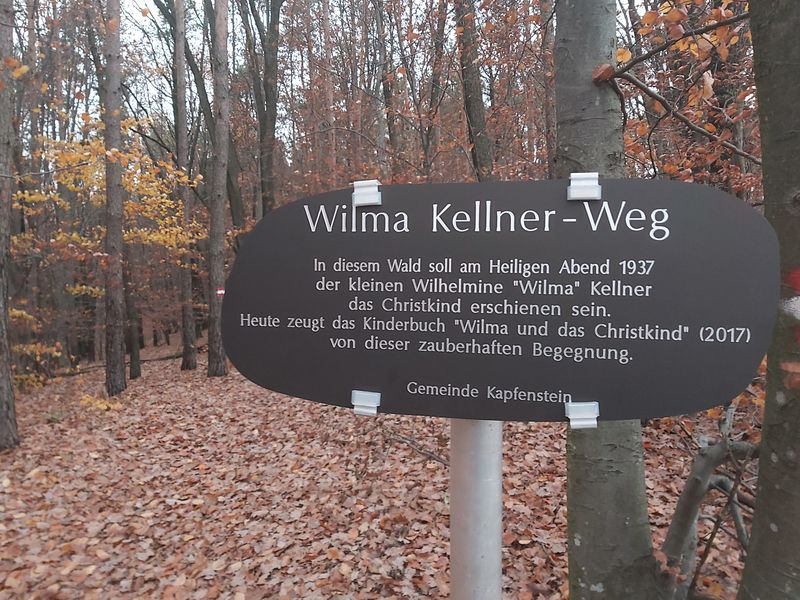
Wilma Kellner-Weg (2019)

## Geografie

### Geografische Lage
Kapfenstein liegt ca. 45 km Luftlinie, doch mindestens 66 km Fahrtstrecke südöstlich von Graz und ca. 10 km südöstlich der Bezirkshauptstadt Feldbach im Oststeirischen Hügelland. Prägnantes Landschaftsmerkmal ist der erloschene Vulkankegel im Ort Kapfenstein.

### Gemeindegliederung
Das Gemeindegebiet umfasst folgende sieben Ortschaften (in Klammern Einwohnerzahl, Stand 1. Jänner 2025):
- Gutendorf (164)
- Haselbach (163)
- Kapfenstein (402)
- Kölldorf (260)
- Mahrensdorf (146)
- Neustift (236)
- Pichla (128)

Die Gemeinde besteht aus den Katastralgemeinden Gutendorf, Haselbach, Kapfenstein, Kölldorf, Mahrensdorf, Neustift bei Kapfenstein und Pichla.
Die Gemeinde bildet gemeinsam mit Bad Gleichenberg den Tourismusverband „Region Bad Gleichenberg“. Dessen Sitz ist die Gemeinde Bad Gleichenberg.

### Eingemeindungen
Mit 1. Jänner 1951 wurden die Gemeinden Kölldorf und Neustift mit Kapfenstein zusammengelegt, mit 1. Jänner 1969 Mahrensdorf mit Kapfenstein.

### Nachbargemeinden
| Feldbach         | Fehring                                     | Mühlgraben Bez. Jennersdorf (Burgenland)             |
|                  | Kompassrose, die auf Nachbargemeinden zeigt |                                                      |
| Bad Gleichenberg | Sankt Anna am Aigen                         | Neuhaus am Klausenbach Bez. Jennersdorf (Burgenland) |

## Geschichte
Aus dem Ortsteil Mahrensdorf stammte die Familie Kink, die sich am 15. April 1912 an Bord der Titanic befand. Während Anton Kink, seine deutsche Frau Luise Kink-Heilmann und Tochter Luise Gretchen in Rettungsboot Nummer 2 überlebten, starben Kinks Geschwister Vinzenz und Maria beim Untergang der Titanic.

## Kultur und Sehenswürdigkeiten
- Schloss Kapfenstein: Das Schloss steht inmitten des Ortes auf einem erloschenen Vulkankegel und wurde 1065 erstmals urkundlich erwähnt. Viele Jahrhunderte lang zählte die Festung zu jenen Wehrburgen im oststeirischen Raum, die die Steiermark und die angrenzenden österreichischen Kronländer vor den Anstürmen der Magyaren, Türken und Kuruzen schützte. Zunächst war Kapfenstein im Besitz der Caphensteiner, danach gehörte es den Walseern, Weisseneggern, Lengheim und der Familie Piebetz. 1898 schließlich kam das Gut in den Besitz der Familie Winkler-Hermaden, die auch heute noch Eigentümer ist.
- Katholische Pfarrkirche Kapfenstein hl. Nikolaus steht in einer Hanglage südlich unterhalb des Schlosses.
- In einem Wald der Gemeinde soll am Heiligen Abend 1937 der damals siebenjährigen Kapfensteinerin Wilhelmine Kellner laut eigenen Angaben das Christkind erschienen sein. Ihr Enkel, der Journalist und Autor Ewald Wurzinger, hat die Geschichte 2017 im Kinderbuch Wilma und das Christkind im Paramon Verlag publiziert.[13] In der Gemeinde wurde 2019 ein Weg nach Kellner benannt.
- Im Gemeindeamt ist das Geo Infozentrum Kapfenstein untergebracht, das sich anhand zahlreicher Exponate thematisch mit der erdgeschichtlichen Entwicklung im Gemeindegebiet von Kapfenstein und der Region Steirisches Vulkanland auseinandersetzt. Den Grundstock der Ausstellung bildet die regionalgeologische Sammlung von Arthur Winkler-Hermaden. Ergänzt wird die Ausstellung durch den Geo Trail Kapfenstein.[14]

## Wirtschaft und Infrastruktur
Das Bundeskanzleramt zeichnete 2019 Kapfenstein als kinder- und familienfreundliche Gemeinde aus.

### Tourismus
Durch Kapfenstein verläuft der Ostösterreichische Grenzlandweg, ein österreichischer Weitwanderweg, weiters macht der Geotrail Kapfenstein auf die geologischen Besonderheiten des Kapfensteiner Kogels aufmerksam.

### Verkehr
Die wichtigste Straße ist die Fehringer Straße L204. Der nächste Bahnhof ist in Fehring, etwa 10 Kilometer im Norden. Von dort fahren stündlich Schnellbahnen nach Graz.

### Umwelt
Kapfenstein bildet seit 2010 gemeinsam mit Riegersburg, Unterlamm, Fehring und St. Anna am Aigen die Klima- und Energiemodellregion Netzwerk Südost. Deren Ziel ist die Reduktion des Energiebedarfs der Region (ohne Gewerbe) bis 2025 um insgesamt 21 Prozent und die Erhöhung des Anteils der erneuerbaren Energieträger auf 73 Prozent.

## Politik

### Gemeinderat
Der Gemeinderat besteht aus 15 Mitgliedern.
- Mit den Gemeinderatswahlen in der Steiermark 2005 hatte der Gemeinderat folgende Verteilung: 8 ÖVP, 2 SPÖ und 5 Kapfenstein aktiv.
- Mit den Gemeinderatswahlen in der Steiermark 2005 hatte der Gemeinderat folgende Verteilung: 10 ÖVP und 5 SPÖ.
- Mit den Gemeinderatswahlen in der Steiermark 2010 hatte der Gemeinderat folgende Verteilung: 11 ÖVP und 4 SPÖ.
- Mit den Gemeinderatswahlen in der Steiermark 2015 hatte der Gemeinderat folgende Verteilung: 11 ÖVP und 4 SPÖ.[18]
- Mit den Gemeinderatswahlen in der Steiermark 2020 hatte der Gemeinderat folgende Verteilung: 10 ÖVP, 4 SPÖ und 1 FPÖ.[19]
- Mit den Gemeinderatswahlen in der Steiermark 2025 hat der Gemeinderat folgende Verteilung: 11 ÖVP und 5 SPÖ.[20]

### Bürgermeister
- bis 2010 Franz Nell (ÖVP)
- seit 2011 Ferdinand Groß (ÖVP)[21]

### Wappen
Die Verleihung des Gemeindewappens erfolgte mit Wirkung vom 1. Oktober 1990.

Wappenbeschreibung: In Schwarz ein goldener Sparren, jeder Schenkel dreifach grün gesparrt.

## Persönlichkeiten

### Ehrenbürger der Gemeinde
- 2011: Franz Nell, Altbürgermeister von Kapfenstein
- Josef Greiner (1931–2018), Pfarrer von Kapfenstein 1999–2002

### Mit der Gemeinde verbundene Persönlichkeiten
- Josef Gutmann (1889–1943), Politiker (CSP)
- Oswald Wiener (1935–2021), Schriftsteller, Kybernetiker, Sprachtheoretiker und Gastronom
- Arthur Winkler-Hermaden (1890–1963), Geologe und Professor an der Technischen Hochschule Graz